# 普傑立
扎尼·普都遮里（英語：Janil Arusha Puthucheary；1972年11月6日—）是新加坡政治人物、兒科醫師，現任人民行動黨籍國會議員，代表榜鵝集選區內的榜鵝海岸分區。他亦擔任數碼發展與資訊通信部高級政務部長、衛生部高級政務部長，以及人民行動黨的國會黨鞭，也於2025年7月擔任教育部與可持續環境部高級政務部長職務。
普都遮里出生於馬來西亞吉隆坡，為新加坡建國總理李光耀早年政壇盟友、律師暨政治人物詹姆士·普都遮里（James Puthucheary）之子。2008年，他歸化成為新加坡公民，此前曾在英國、澳洲和新加坡從事兒科臨床工作。
2011年，他以人民行動黨候選人身份首次當選國會議員，隨後歷任多個政務職位，參與國家在數碼基建、醫療政策與社會溝通方面的規劃。

## 經歷
扎尼·普都遮里畢業於英國貝爾法斯特女王大學醫學院，並在英國、澳洲及新加坡接受兒科及重症醫學的專業訓練。他曾於英國國民保健署（NHS）任職，後赴澳洲及新加坡發展醫療事業。
他長期於新加坡婦幼醫院（KK婦女與兒童醫院）擔任兒科重症加護顧問醫師，並兼任杜克—新加坡國立大學醫學院副教授，致力於醫學生教育與臨床訓練。普都遮里亦曾參與新加坡多項醫療政策討論與培訓制度設計，在新加坡醫界具有一定聲譽。
2008年，他歸化成為新加坡公民，並於2011年首次以人民行動黨候選人身份參與全國大選，當選為白沙—榜鵝集選區的國會議員。其後歷經三屆大選連任國會議員，並曾擔任教育部、數碼發展及新聞部、衛生部等部門的高級政務部長，亦自2019年起出任人民行動黨國會黨鞭。
普都遮里在政壇主要關注數碼轉型、醫療改革、教育制度等領域，積極推動政府數碼服務、弱勢群體醫療覆蓋，以及培育本地數據科學與科技人才。作為內閣資深成員之一，他常代表政府出席國際論壇與政策對話，亦參與草擬與審議重要法案。

## 事件

### 未服國民服役風波
扎尼·普都遮里於2008年歸化為新加坡公民，惟因年齡已超過國民服役義務範圍，未被徵召入伍。2011年，他首次代表人民行動黨參選白沙—榜鵝集選區期間，此事曾引起部分網民與媒體關注，質疑其政治參與的代表性與公平性。
對此，時任副總理張志賢回應表示，普都遮里在醫療與公共事務方面對新加坡有重要貢獻，不應單以未服役一事論斷其資格。普都遮里本人亦在競選期間接受媒體訪問時坦承：「我了解人們的疑慮，也尊重國民服役對本地社會的意義。」
此事件未對其選情造成明顯衝擊，他最終仍成功當選，並在後續數屆選舉中順利連任。

### 反對網路匿名發布言論
2020年2月3日，扎尼·普都遮里在國會針對 CPF（公積金）局公開個案（Sua女士上訴撤回公積金爭議）時指出，政府機關「有時需要在公共利益下披露投訴人的個人資料，以維持公眾信任」。他同時呼籲網路媒體應使用真實姓名，不應以匿名或筆名發布未經查證的資訊，否則「不是有益於良性公共討論」。
此言論於翌日引發網民與媒體激烈回應，部分評論指出匿名網誌與社交平台帳號常為揭露不公、保護吹哨者的重要渠道；另有觀點支持他，認為資訊公開與責任制是公共辯論所需。事件亦因此引發關於《保護免受線上虛假陳述與操控法案》（POFMA）適用範圍及言論自由界限的再度討論。

### 鼓勵 LGBTQ 青年「留下並發聲」
2024年1月29日，扎尼·普都遮里於新加坡政見研究所主辦的「新加坡青年視野 2024」（Singapore Perspectives 2024）論壇上，被問及對LGBTQ青年（擔憂未來或選擇移民者）的訊息時表示：
「Stay… fight, stand up for what you believe in – in a way that brings inclusion… 如果你離開，你就把你的觀點也帶走，那並不會幫助你的目標。」甚至援引了「去年我們才廢除第 377A 條例」一事，強調社會會改變。
此言論隨即引發社交平台和社群的廣泛討論，支持者稱其鼓勵 LGBTQ 群體參與社會和政策對話；反對者或保守派批評其措辭似鼓動對立，並建議應更謹慎地平衡社會整合與法規穩定性。分析文章評指出其用字有「poor choice of words」之疑慮，認為他未明顯界定「fight」的含義，且有可能加劇社會分裂。
此事件成為LGBTQ平權與公共言論的重要討論，引發新一波關於社會包容政策與國家對少數群體言論的公共對話。